# Чаварине
Чаварине су насељено мјесто у општини Соколац, Република Српска, БиХ. Према попису становништва из 1991. у насељу је живјело 96 становника.

## Становништво
Према попису становништва из 1991. године, мјесна заједница Чаварине је имала 553 становника.
| Демографија | Демографија | Демографија |
| Година      | Становника  | Становника  |
| ----------- | ----------- | ----------- |
| 1991.       | 96          |             |

| Националност (мјесна заједница) | 1991.     |
| Срби                            | 512 (93%) |
| Муслимани                       | 40 (7%)   |
| Хрвати                          | 1         |
| остали и непознато              | 0         |
| укупно                          | 96        |